# Heinrich Scholz
Prof. JUDr. Heinrich Scholz (někdy také jako Heinrich Scholtz; 4. srpna 1764 Nová Dlouhá Voda u Krnova – 8. února 1839 Olomouc) byl profesor práva a rektor olomouckého akademického lycea.
Scholz přišel na Právnickou fakultu olomouckého lycea v roce 1806. Vyučoval všeobecnou státovědu, občanské právo, přirozené právo, a trestní právo (později pouze poslední dva předměty). V roce 1809 se stal rektorem lycea. Vyučoval do roku 1837, kdy se odebral na odpočinek.